# Mujo Rahayu
Mujo Rahayu is een bestuurslaag in het regentschap Ogan Komering Ulu van de provincie Zuid-Sumatra, Indonesië. Mujo Rahayu telt 2247 inwoners (volkstelling 2010).